# ليوبا

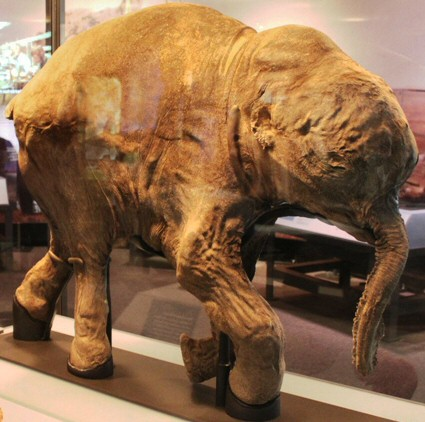
الماموث ليوبا اكتشف في عام 2007 في سيبيريا.

ليوبا (بالروسية: Люба) هي أنثى ماموث صوفي صغيرة توفيت قبل 41،800 سنة مضت  وكانت تبلغ من العمر من 30 إلى 35 يوما. وهي إلى حد بعيد أفضل مومياء محفوظة في العالم.